# Штейнберг, Моисей Аронович
Моисей Аронович Штейнберг (6 мая 1883 года, Киев — 16 января 1967 года) — украинский художник, живописец. Член союза художников Украины (1938 год).

## Биография
Моисей Аронович Штейнберг родился 6 мая 1883 года в городе Киеве, в семье фотографа. В 1912 году закончил  Киевское художественное  училище по живописному отделению . В 1918 году посещал свободные мастерские Петербургской Академии Художеств. Учился в Киевском Художественном Институте и в 1927 году закончил его со званием художника-педагога. Состоял членом «Товарищества южнорусских художников» в г. Одессе (ТЮРХ).

## Выставки
С 1909 - 1910 года Михаил Аронович Штейнберг систематически участвовал в художественных выставках Товарищества южнорусских художников (ТЮРХ) в г. Одессе. Участвовал в весенних и осенних Академических выставках Петербурга. Выставлялся в Киеве, Москве и других городах.
Принимал участие на XXI-XXII выставках ТЮРХ которые проходили в период (1910 - 1911 года). Был участником республиканских и местных выставок в период советского времени.

## Работы находятся в собрании
- Государственная Третьяковская галерея  (Москва)
- Государственный Русский музей  (Санкт-Петербург)
- Музей при Академии художеств  (Санкт-Петербург)
- Музей революции, Киев, Украина
- Одесский Исторический музей, Украина
- Львовский музей украинского искусства
- Львовская картинная галерея
- Ужгородская картинная галерея
- Уманский Краеведческий Музей
- Одесская картинная галерея
- Художественный музей им. В.В. Верещагина, Николаев
- Днепропетровский художественный музей
- Севастопольская картинная галерея
- Сумской художественный музей
- Луганский художественный музей
- Алупкинский дворец-музей
- Государственный музей искусств Узбекистана, Ташкент
- Горловская картинная галерея
- Омский музей изобразительных искусств
- Свердловская картинная галерея
- Новосибирская картинная галерея
- Вологодская картинная галерея
- Музей Республики Татарстан, Казань
- Художественный музей им. А.В. Луначарского, Краснодар
- Тамбовская картинная галерея
- Тульский художественный музей
- Угличский художественный музей
- Калининская картинная галерея
- Горьковский художественный музей
- Ставропольский художественный музей
- Художественный музей им. Н.А.Ярошенко, Кисловодск
- Костромской музей-заповедник
- Устюженский краеведческий музей
- Ярославский музей-заповедник
- Санаторий "Украина", Гагра
- Орелская картинная галерея
- Тотемский краеведческий музей
- Череповецкий художественный краеведческий музей